# Polycarpa aurata
Polycarpa aurata là một loài hải tiêu. Loài này được tìm thấy trong vùng biển nhiệt đới Ấn Độ Dương phía đông và phía tây Thái Bình Dương. phạm vi của nó bao gồm Philippines, Indonesia và miền bắc Australia. Chúng sống ở độ sâu từ 5 đến 50 m.